# 渡辺有菜
渡辺 有菜（わたなべ ありな、1989年12月21日 - ）は、日本の女優。
静岡県静岡市出身。テンカラットに所属していた。特技はバスケットボール、書道。

## 略歴
- 3年B組金八先生第7シリーズの学級委員・杉田祥恵役で女優デビュー。
- 三菱商事の新聞広告に出演。

## 出演

### テレビドラマ
- 3年B組金八先生（TBS） - 杉田祥恵 役
  - 第7シリーズ（2004年10月15日 - 2005年3月25日）
  - スペシャル11「未来へつなげ 3B友情のタスキ〜たった一人の卒業式…3Bの絆は再び迫る薬物依存の魔の手から仲間を救い出せるのか!?」（2005年12月30日）
  - 3年B組金八先生ファイナル〜「最後の贈る言葉」（2011年3月27日）
- ウォーキン☆バタフライ 第5・10話（2008年、テレビ東京） - 早瀬ゆかり 役
- 美男ですね 第8話（2011年9月2日、TBS） - 空港のグランドスタッフ 役

### 映画
- フライング☆ラビッツ（2008年9月13日、東映） - 早瀬ゆかり 役

### 新聞広告
- 三菱商事